# 南诏
南诏（738年－902年），即蒙舍詔（彝文：ꂷꏂꌅ ma shy nzy），吐蕃人称之为姜域（藏語：འཇང་ཡུལ，威利转写：’jang yul），是8世紀时興起的位於今中國西南部的君主制國家，其国民主要由乌蛮和白蛮组成，由蒙舍诏首领皮罗阁在738年建立，从748年开始扩张至今雲南全境和贵州西部，到860年代极盛时的统治范围包括今中國的雲南全境、四川南部、貴州西部和西藏东南部，以及緬甸北部、老挝北部、泰國北部地區和越南西北部地區。902年鄭買嗣自立為帝，灭亡南诏，建立大長和。在隨後的三十餘年中，歷經大長和、大天興、大義寧三個政權的變遷，直至937年段思平建立大理國為止。史学界有时将902年至937年间的这段历史也算作南诏。

## 歷史
唐朝時期，今日雲南西洱河地區居住着6大乌蛮部落，统称「六诏」，分别是蒙巂诏、越析诏、浪穹诏、邆赕诏、施浪诏及蒙舍诏。其中，蒙舍诏在彝文典籍里写作玛史兹（ ma shy nzy），意为“金竹王”，因地處南方，蒙舍诏被稱為南诏，亦為各部落中最強，家族姓蒙氏（蒙姓来由为唐朝册封，使用较少；盛行父子连名）。“詔”解作王（彝文： nzy）。
649年，蒙舍诏首领细奴逻建号大蒙国，称奇嘉王（虽然称国，但还只是个部落）。另一种说法是南诏东北白崖的白国张乐进求让位于避仇来居的细奴逻。细奴逻遣子入唐，求唐朝保护。729年2月，唐打敗破西南蛮，平定昆明盐源（今鹽源）。
在748年灭东部的爨氏和750年攻陷姚州以及所管辖的“三十二个州”之前，统一的南诏领地仅有今云南省西北部的西洱河地区。

### 統一建國
當時南詔實力最強，欲求一統六詔，唐王朝為減輕與吐蕃接壤的邊患，支持南詔兼并各部落。737年，唐朝派御史嚴正誨協助南詔攻下石和城（今鳳儀）、石橋城（今下關），佔太和、襲大釐逐河蠻，之後又繼續兼併各詔。
开元二十六年（738年），皮罗阁在唐王朝支持下兼并五诏，进爵云南王，以西洱河（今洱海）地区为基地建立政权，以其族姓为国号，称大蒙或蒙。次年迁都太和城（在今大理市）。南诏称臣于唐朝，被唐玄宗冊封。

### 第一次唐詔戰爭
天宝七年（748年），唐朝為加緊控制洱海地區，修築安寧城，惟受到爨氏各部反抗，唐玄宗命姚州都督李宓和南詔王皮羅閣攻打，爨崇道及爨歸王謝罪，唐朝赦之。同年皮羅閣亡，唐朝立其子閣羅鳳為雲南王。後李宓以反間計挑起爨氏內閧，唆使爨崇道殺死爨歸王，歸王妻阿奼求救於南詔，南詔出兵殺崇道父子，併吞東爨，閣羅鳳並嫁其妹與歸王子爨守隅，勢力伸入滇東。
當時鲜于仲通为劍南節度副大使知節度事（副職實領），张虔陀为云南太守。鲜于仲通褊急寡谋，张虔陀矫诈，无礼对待閣羅鳳。閣羅鳳曾与其妻子谒见都督，张虔陀无礼对待他们。张虔陀还对他们征敛，阁罗凤大多数不给，张虔陀遣人骂辱之，还诬告阁罗凤謀反。阁罗凤忿怨，因发兵反攻，天宝九年（750年），围攻杀死张虔陀，陷姚州并“取夷州三十二”。

#### 与吐蕃联盟
天宝十年（751年），劍南節度使楊國忠派鲜于仲通率兵六萬出戎州、巂州，分三路進兵征伐南詔。南詔節節敗退，阁罗凤遣使向唐朝謝罪，请求归还掳掠所得，与唐朝和好，否则要向吐蕃投降，被唐朝所拒。
南詔於是向吐蕃求救，唐军进军靠近南诏首都太和城，战败。吐蕃與南詔由此結為兄弟之邦，阁罗凤被吐蕃称为贊普鍾，並訂為南詔首個年號。閣羅鳳說：「生雖禍之始，死乃怨之終，豈顧前非而忘大禮」，修築「大唐天寶陣亡戰士冢」（俗稱萬人冢），並在太和王都立大碑，刻石寫上「叛唐不得已而為之」等字句。
天宝十二年（753年），李宓率军七万攻南詔，打到南诏首都太和城外，阁罗凤守在城内不出战，李宓军粮尽，士卒因疾病瘴疫及饥饿而死者达到十分之七八，李宓率余部返回，南诏追击，李宓全军覆没。
唐軍在南詔戰爭中的慘敗，丞相楊國忠卻向唐玄宗報捷。明代萬曆雲南總兵鄧子龍，看了「萬人冢」感慨地寫道：「唐將南征以捷聞，誰憐枯骨臥黃昏，唯有蒼山公道雪，年年披白弔忠魂」。
天宝十四年（755年）後，閣羅鳳乘安史之亂的機會，侵占了唐朝的雟州、姚州和戎州，並向西降伏了尋傳、驃國。
唐肅宗至德二年（757年），南詔攻陷所在巂州，俘虜了西瀘縣令鄭回。閣羅鳳賞識鄭回儒學才能，以鄭回為王族教師，並為清平官，及南詔宰相。
唐代宗大曆十四年（779年），唐將李晟等大破吐蕃、南诏二十萬联军，使其损失惨重。李晟率禁兵四千人，金吾大将军安邑曲环率邠、陇、范阳兵五千，从东川出军，自江油到白坝，与山南兵合击吐蕃、南诏大军，一破之，斩首六千级，俘获大量吐蕃南诏部众。范阳兵在七盘追上吐蕃南诏军，又破之，攻占维、茂二州。李晟追击吐蕃南诏到了大度河外，三破之。吐蕃南诏大军被赶入山谷，因饥寒、陨于崖谷而死的达到八、九万人。 
779年，异牟寻迁都阳苴咩城（又作“阳苴𠴟”、“羊苴咩”、“苴咩”，后又称“紫城”、“大理”、别称“鹤拓”，今云南大理旧县城西三塔附近）。

#### 復歸唐朝

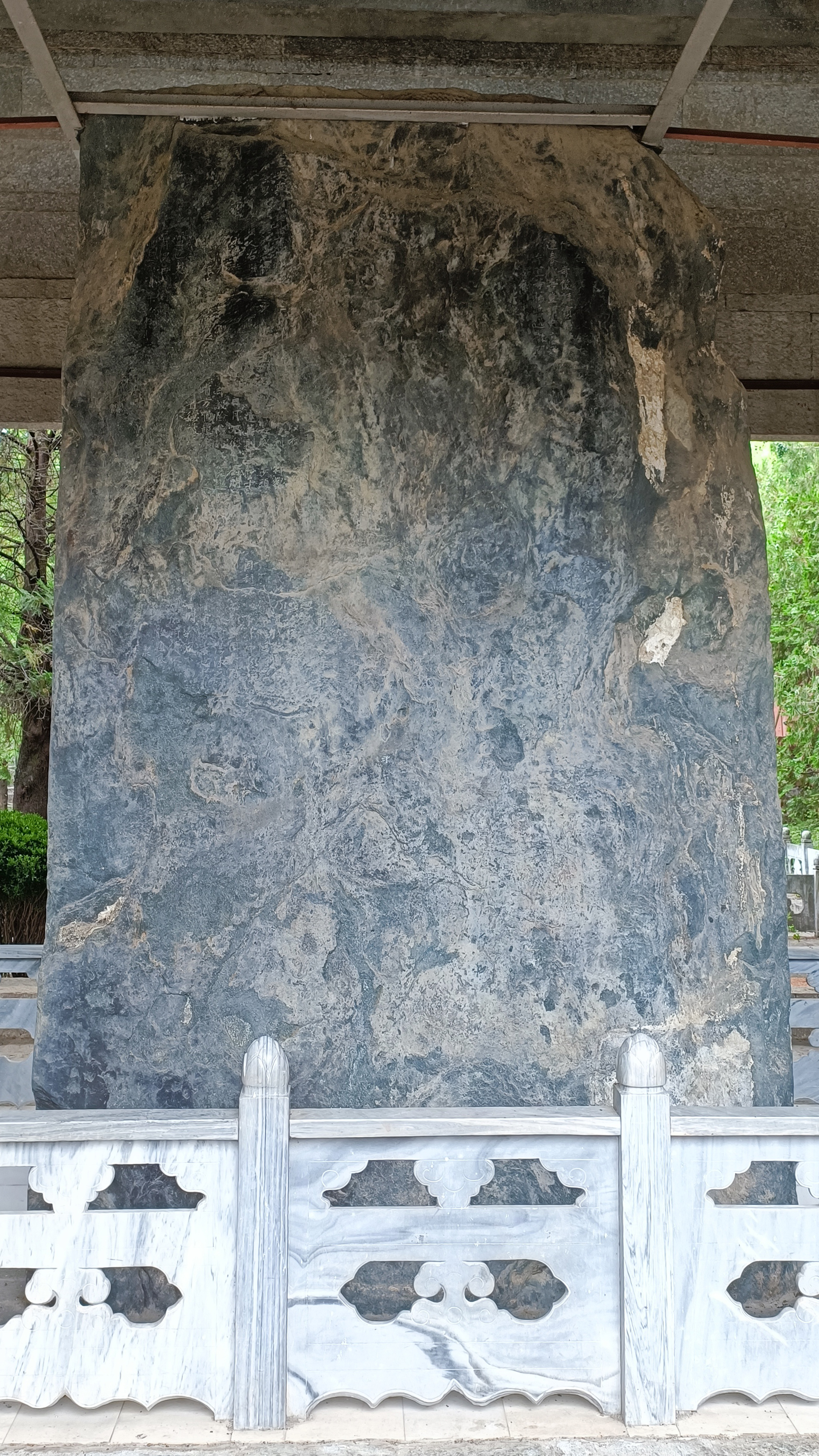
南诏德化碑

其後異牟尋不滿吐蕃將南詔降為屬國，掠奪南詔的資源，在清平官鄭回的推動下，以及唐朝劍南節度使韋皋經營西南有成，南詔遂於唐德宗貞元九年（793年）重新歸唐。為紀念結盟，鄭回書寫了《南詔德化碑》。
同年吐蕃與回鶻交戰，殺傷甚重，乃要求調南詔萬人。異牟尋欲襲吐蕃，陽示寡弱，以五千人行。即自將數萬踵後，晝夜行，大破吐蕃於神川，遂斷鐵橋，溺死以萬計，俘其五王。
次年，异牟寻遣其弟凑罗栋、清平官尹仇宽等二十七人献地图、方物给唐朝。唐詔訂立盟約，唐朝册封异牟寻为南诏王，赐印，印文为“贞元册南诏印”。以袁滋、庞颀为等持节领使，册封异牟寻。异牟寻离开座位，跽受册印，稽首再拜，又受赐服备物。异牟寻说：“开元、天宝中，曾祖及祖皆蒙册袭王，自此五十年。贞元皇帝洗痕录功，复赐爵命，子子孙孙永为唐臣。”此後異牟尋亦派貴族子弟到成都學習漢文化；促進文化交流，南詔成為西南強國。

### 臣屬唐朝
貞元十六年（800年），吐蕃謀襲南詔，異牟尋與韋臯相聞，臯命部將武免率弩士三千赴之，亢榮朝以萬人屯黎州，韋良金以二萬五千人屯巂州，約南詔有急，皆進軍。吐蕃引眾五萬自曩貢川分二軍攻雲南，為南詔與韋臯部將所敗，十七年春，夜渡瀘水破吐蕃屯，斬五百級。又戰，吐蕃敗走，康、黑衣大食等兵及吐蕃大酋皆降，獲甲二萬首。
貞元十八年（802年），韋皋出兵深入蕃界，諸軍齊入，九月奏大破吐蕃於雅州，屢破吐蕃，擊潰吐蕃軍十六萬，遂圍維州；南詔王異牟尋亦虜獲甚多。吐蕃軍連敗。於是吐蕃內大相論莽熱引兵來救，然吐蕃兵敗，十萬軍死亡太半，論莽熱為唐所俘。
唐憲宗三年（808年），異牟尋死，隔年其子尋閣勸亦死，其孫勸龍晟立，然淫肆不道，上下怨疾。元和十一年（816年），為嵯巔所殺，立其弟勸利晟，並掌國政，賜姓「蒙」。
唐穆宗長慶三年（823年），勸利晟死，弟勸豐祐立。朝政仍由嵯巔所掌。同年唐與吐蕃因連年交戰，於雙衰敗之際，為了各自集中精力應付國內嚴重危機，雙方遂決定停止構兵，訂立長慶會盟，唐與吐蕃之衰敗，予南詔極佳之發展空間，唐詔關係因而開始動搖。

### 第二次唐詔戰爭
唐文宗大和三年（829年），時任劍南西川節度使的杜元穎，剋扣手下士卒的衣糧，在西南和南詔交接邊境處戍守的士卒有很多不得不到南詔國地界盜竊衣物吃食。南詔國人發現後反而資助了這些士卒，因此得以知曉西川內部的軍事情況，於是南詔攝政王王嵯颠開始謀劃入寇西川。西川邊境的官員知曉後對杜元穎發出了多次警告，但是杜元穎不相信。當南詔軍隊開始攻打西川時，邊境城寨都沒有足夠的備御措施，導致了敵軍在當地士卒的嚮導下一連占據了巂州和戎州。在接到戰報後，杜元穎遣軍在邛州和南詔交戰，戰敗，邛州陷落。十一月二十日，杜元穎不得不上奏求援。
收到杜元穎的奏報後，朝廷先是令西川旁的劍南東川節度使、興元府和荆南节度使共同出兵支援。南詔軍隊一直進軍至西川治所成都府並成功打下了成都的外城，杜元穎率軍退於牙城固守等待援軍。十二月六日，杜元穎被貶為邵州刺史，東川節度使郭釗兼領西川節度使。十二月十三日，右領軍大將軍董重質兼為神策、諸道西川行營節度使，領太原和鳳翔所部前往西川抵禦嵯顛。嵯顛後轉戰東川，郭釗因為手下兵力不足，利用責書嵯顛拖延時間，嵯顛回書說因為杜元穎侵擾南詔所以才報復，在唐軍合圍前撤退走。此事造成隔年之兴元兵变。南詔此次征伐，掠成都子女、工技數萬而南歸，南詔自是工文織。李德裕擔任劍南西川節度使後，蜀地遂安，大和四年，南詔上表請罪。五年使者來朝。

### 第三次唐詔戰爭
自中年間南詔派往成都留學生，與朝貢使節的随員増加，西川節度使杜悰上奏裁減南詔朝貢員額，引起勸豐祐不滿。
唐宣宗大中十二年（858年），因前任安南都護李琢，苛墨自私，雲南、廣西一代民族不堪其擾，結南詔將段酋遷寇都護府，後由時任安南都護王式擊退。
大中年（859年），勸豐祐去世，其子世隆（又名酋龍）即位。世隆的名字犯唐朝兩代顯赫皇帝的名諱（唐太宗李世民、唐玄宗李隆基），同年唐宣宗駕崩，世隆沒有遣使弔祭，也沒有告其父勸豐祐之喪。唐懿宗不予冊封，世隆遂叛唐，860年，改元建極，改國號大禮（或为礼仪之邦之意），自稱皇帝，以西京陽苴咩城為中都，東京鄯闡府為上都。懿宗咸通元年與四年（860年、863年），南詔兩次攻陷交州（今越南河內）。
咸通七年（866年），唐安南都護高駢選五千軍隊渡江，在邕州擊敗南詔軍，又攻打南詔龍州屯，迫使南詔燒掉儲備逃跑。髙駢率軍在交州數次打敗南詔軍，斬敵將張詮，攻破波風三壁，李溠龍率萬人投降；敗南詔楊緝思，斬酋遷、脆些、諾眉，獲三萬敵軍首級；又打敗歸附南詔的土蠻，土蠻帥眾歸附者一萬七千人；髙駢打敗南詔平定了安南，收復交州，唐朝立其為交趾节度使。
南詔攻打安南同時，亦遣清平官董成等十九人詣成都，西川節度使李福打算以對待屬國的禮儀接見，董成拒絕，並表示：「（大禮）皇帝奉天命改正朔，請以敵國禮見。」，李福不許，雙方商議不決，李福怒而拘禁南詔使節。其後劉潼接替為西川節度使，上表縱還南詔使者。懿宗召董成等至京師，見別殿，賜物良厚，慰遣還國。隔年，世隆使楊酋慶等來謝釋囚，當時李師望建言：「成都經總蠻事，曠日不能決，請析邛、蜀、嘉、眉、黎、雅、巂七州為定邊軍，建節度制機事，近且速。」懿宗同意，即詔李師望為節度使，治邛州，李師望欲激蠻怒，釁軍兵，以爭邊功，乃殺酋慶等。
咸通十年（869年），世隆怨唐殺其使，南诏军始攻西川，酋龍親自督眾五萬侵巂州，攻青溪關。唐將杜再榮渡大度河敗走，諸屯皆退大度河北岸。其後南詔下黎州、嘉州，入邛崍關，圍雅州，擊邛州。冬，唐棄邛州，成都告急，左神武將軍顏慶復奉詔率兵前來救援。十一年正月，南詔兵已到眉州（治今四川省眉山市），盧耽遣使與南詔約和，南詔不予理睬，扣壓來使，進軍新津。盧耽向朝廷告急，朝廷命太僕卿支詳為宣諭通和使。酋龍見盧耽待他謙恭，也放慢進軍速度，成都守備在這段時間已初具規模。
正月二十日，南詔兵抵成都城下。二月初一，南詔兵架雲梯開衝車，四面攻城，城上官兵投火油，燒死攻城士兵。盧耽又令楊光復、攝左都押牙李驤各率突將出戰，殺傷二千餘人，焚燒敵人攻具三千餘而還。初五，世隆見強攻不成，於是請和，初六派使者迎接通和使支詳。當時，唐的援軍趕到，支詳以來使目的為使南詔不犯成都，如今矢石相交，怎能談和。南詔見和使不至，初八繼續攻城。初九城中出兵抗擊，南詔兵始退。為加強支援成都，唐懿宗下令以顏慶復為東川節度使，十二日顏慶復大破南詔軍，殺二千餘人。十三日，南詔驃信派步騎數萬增援，唐右武衛上將軍宋威率忠武軍二千人趕到，與諸軍合兵會戰，南詔大敗，死五千餘人。世隆派使臣楊定保與支詳商定請和。支詳說應先解圍退軍。可是使者回去後，南詔軍攻城如故。十八日，唐朝援軍奪升遷橋。當晚，南詔兵自燒攻具逃走。戰後，顏慶復領導蜀地人築壅門城，挖壕塹引水，分植鹿角，修構營塞，加強戰備。從此，南詔知西川有備，再無力犯成都。
唐僖宗乾符二年（875年），髙駢移鎮西川節度使，南詔威脅高駢要「借錦江（岷江的支流）飲馬」，高駢築成都府磚城，加強防禦工事。又在境上駐紮重兵，蜀地轉危為安。
双方和战不休的关系都严重损耗了自身的实力，多次的戰爭使南詔衰落，南詔「屢覆眾，國耗虛」。唐朝的边防亦由此积弱，而不断的戍边战乱，使得内部動亂不断，故有「唐亡于黄巢，而祸实积于桂林」之說，而积祸于桂林的原因则是与南诏的不断战争有关。

### 衰弱與滅亡
乾符四年（877年），世隆駕崩，隆舜繼位，南詔侵蜀伐安南，用兵五十餘年，帑藏不給，橫斂於民，上下倶困，遂與唐朝修好。乾符五年（878年），南詔改国号为大封民（或大封人，“封”古音“帮”，“封民”或“封人”即“白民”或“白人”，乃民族自称，南诏建国百余年，乌蛮已经白蛮化，白族之名或来于此）。
乾符六年（879年），南詔透過西川節度使陳敬瑄向唐朝提議和親，但南詔對唐只稱弟不稱臣。僖宗召百官議。議者謂中國多故，南詔漸強，不若權與和親。便從之。廣明元年（880年）春正月，唐命宗正少卿李龜年前往和親。中和三年（883年），唐以宗室女為安化長公主，妻隆舜，光啟元年，南詔遣清平官趙隆眉、楊奇鯤、段義宗三人，朝唐帝行在（時僖宗避兵於鳳翔），並迎公主。高駢在淮陽飛章上言反對和親，僖宗從其言，和親遂作罷。
南詔長期與唐朝戰爭，國力日趨衰弱。南诏的汉人鄭氏世襲清平官壟斷大權，897年，清平官鄭買嗣指使杨登杀死南诏王隆舜，立舜化贞為帝，902年，舜化貞卒，一說實鄭買嗣弒之，在位五年。隨後鄭買嗣杀死舜化貞之子，與南诏王室亲族800余人，灭亡南诏，建立大长和国。

## 政治
南詔政治制度深受中原影響，其初期官制有「六曹」，即兵曹、戶曹、客曹、法曹、士曹和倉曹，基本是模仿唐朝地方官制。後期改六曹為「三托」、「九爽」。「三托」是：乞托，主馬；祿托，主牛；巨托，主倉。「九爽」是：幕爽，主兵；琮爽，主戶籍；慈爽，主禮；罰爽，主刑；勸爽，主官人；厥爽，主工作；萬爽，主財用；引爽，主客；禾爽，主商賈。每三爽有一督爽管轄。
其相稱為清平官，決國事輕重，有大軍將與王共同決策大政。地方軍政制度則有六節使、二都督，原六詔地區設置六瞼。「瞼」猶如唐之「州」。在被征服地區設置節度。

### 行政區劃

#### 𧸘、瞼
南詔在其統治中心、原六詔地區洱海地區設置了「𧸘」或「瞼」，相當於唐朝內地的州級行政結構。
- 大和𧸘：南詔前期設，治今大理市太和。
- 陽苴咩𧸘（苴咩瞼）：南詔前期所設陽苴咩𧸘（亦名陽𧸘），後期設苴咩瞼（謂之陽瞼），治今大理古城。
- 大釐𧸘（瞼）：南詔前期設𧸘（謂之史𧸘），後期設瞼（亦名史瞼），治今大理市喜洲。
- 邆川𧸘（瞼）：南詔前期設𧸘（謂之賧𧸘），後期設瞼，治今大理州邓川。
- 蒙舍𧸘（瞼）：南詔前期設𧸘，後期設瞼，治今大理州巍山縣。
- 白崖𧸘（瞼）：亦曰勃弄。南詔前期設𧸘，後期設瞼，治今大理州彌渡縣紅岩。
- 雲南瞼：南詔後期設，治今大理州祥雲縣雲南驛。
- 品澹瞼：南詔後期設，治今大理州祥雲縣雲南驛。
- 蒙秦瞼：南詔後期設，治今大理州漾濞縣。
- 矣和瞼：南詔後期設，治今大理州洱源縣三營。
- 趙川瞼：南詔後期設，治今大理市鳳儀。

#### 節度、都督
南詔在「𧸘」或「瞼」地區之外被征服地區，另有節度、都督的設置。
南詔前期（貞元十年，794年）設置有：
- 8節度：雲南、拓東、永昌、寧北、鎮西、開南、銀生、鐵橋。

南詔後期設置有：
- 6節度：弄棟、永昌、銀生、劍川、拓東、麗水；
- 2都督：會川、通海

## 軍事
南詔軍隊一般分為常備軍、鄉兵與夷卒。常備軍數量不大，但戰鬥力很強，其精兵稱「羅苴子」。鄉兵是南詔軍事力量的基礎，戰時臨時從各村邑抽調。村邑成員平時為民，戰時為兵。夷卒是少數民族武裝，也屬臨時性質，戰時方從少數民族地區徵調。夷卒驍勇善戰，常與「羅苴子」並為前驅。
南詔主管軍事事務的高級官員稱大軍將，屬於一種榮譽職務，節度使、都督、清平官、曹長均可領有。其下則有演習、演覽、繕裔、繕覽、澹酋、澹覽、幕偽、幕覽等職。

## 經濟
南詔社會經濟發展頗不平衡，而以滇池與洱海地區水準最高。農業生產以水稻為主，兼種豆、麥、粟、稷；多數地區實行稻麥復種制，一年兩熟；長於治理梯田。畜牧技術頗為先進，其越睒驄名聞遐邇。手工業較為發達，尤以兵器製造最為著名。現存云南省彌渡的南詔鐵柱，柱高三米，分五次鑄造，然後銜接，反映出南詔較高的冶煉水準。南詔後期，從西川俘獲大批工匠南來，帶動了紡織、雕漆等行業的發展，工藝水準接近中原。南詔交易採用繒帛、鹽塊，後期採用貝幣。
在南诏统一以前，农业在西洱河蛮的经济生活中已占主导地位，农作物有稻、麦、粟、豆等，耕种方式、收获产量与中原大体相同。蒙舍诏和蒙嶲诏虽属生产较落后的乌蛮，但社会经济也以农业生产为主，他们所在的阳瓜州（今巍山）土地肥沃，适宜稻禾的生展，又有大池塘，周围达数十里，盛产鱼及菱芡等物，当地“邑落人众，蔬菜水菱之味，则蒙舍尤殷”。

## 文化

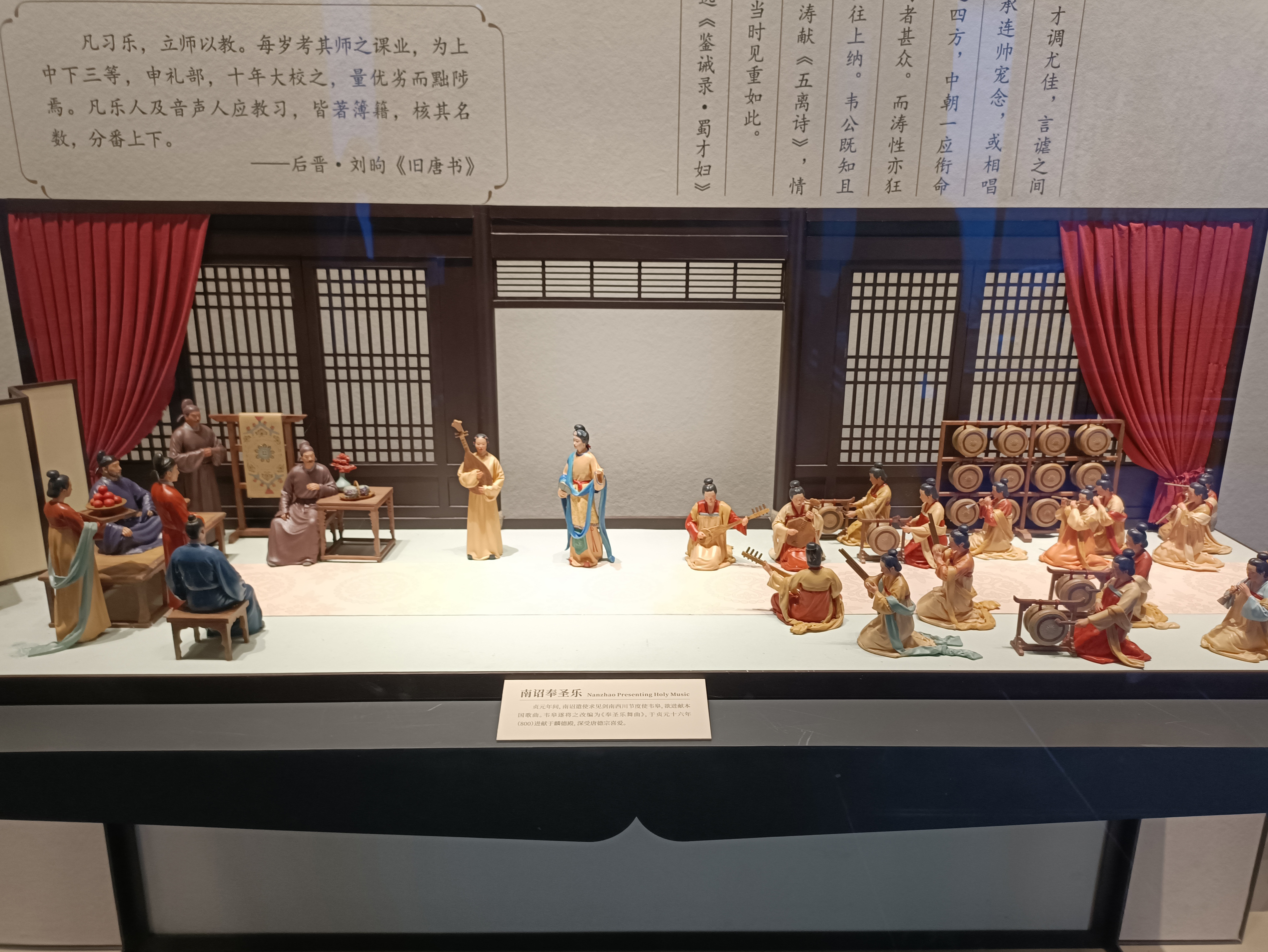
南诏奉圣乐场景复原，望江楼公园薛涛纪念馆

南詔文學受到漢文化的影響頗重，但也呈現出自身的特色（如引白語入詩），散文、詩賦成就顯著。民間復以漢字為白語注音，形成白文。南詔後期，派遣大批貴族子弟到成都留學。受到漢文化的影響，南詔文人多善詩賦，成就突出。除詩賦外，南詔文人也長於散文寫作，《南詔德化碑》是其代表之作。
南詔音樂舞蹈豐富多彩。同時南詔樂舞則受雲南少數民族與東南亞影響較多，《南詔奉聖樂舞》與《驃國樂舞》是其代表。西元745年，唐玄宗曾賜南詔胡部、龜茲二樂。西元800年，南詔亦獻《天南滇越俗歌》四章於唐，後被改編成《南詔奉聖樂》，參加演出的人數多達百人。南詔還盛演一種驃國樂舞，內容屬於佛教性質，袁滋出使南詔時曾經見過。南詔民間歌舞以「踏歌」、「壺蘆笙」較為普遍，少年子弟也喜歡吹樹葉表達感情。
南詔繪畫留存至今的不多，而以《南诏图传》最具代表，被譽為「滇南瑰寶」。南詔雕塑以劍川石窟最受稱道，技藝精湛，造型生動，具有極高的藝術價值，受到人們的普遍讚譽。分佈雲南各地的大黑天神摩崖造像，則代表了南詔雕塑的另一傾向。
勸豐祐時期南詔修建了崇聖寺三塔的主塔千尋塔。

## 社會

### 民族
南詔是一个多民族国家。《蛮书》例举的以“蛮”为分的民族多达十几个。很多民族与今天的民族有承传关系。从影响力和人数上看，白蛮（白族先人）和乌蛮（一部分彝族的先民）是南诏的主要族群。白蛮主要分布在滇西，滇中一带的平坝地带，交通发达。乌蛮主要分布在滇东一带和山地林谷中。此外，另有「和蠻」（今哈尼族先民）、「顺蠻」（今傈僳族先民）、「磨些」（今納西族先民）、「尋傳」（今阿昌族先民）、「裸形」（今景頗族先民）、「金齒」「望蠻」（今傣族先民）、「樸子蠻」（今德昂族、布朗族、佤族先民）等少數民族廣泛分佈各地。南詔是一個由多民族共同組成的联合政權。

### 語言
南詔的統治階層為洱海地區的白蠻，白蠻漢化較深，語言近于中原漢語，只是四聲訛重，有的名物稱呼不同。唐樊綽于《雲南志》云：「言語音白蠻最正」。所謂正，是以唐代中原語音為準則。南詔建立後，以洱海白蠻語言為主，融合成為新的白語。

### 風俗
南詔統治區內民族眾多，習俗各異。所謂南詔習俗，只是就其主體民族而言，也因烏蠻、白蠻之分而有所不同。白蠻受到漢族習俗的影響較多，而烏蠻習俗則保留了更多的傳統特色。它們中的許多至今仍在白族、彝族等少數民族中沿襲不變。
南詔人奉行父子連名。其形式是以父親名字的末字作為兒子名字的首字，世代相連不斷。此一命名制度淵源於氐族羌族的傳統，有助於財產繼承和政統維繫。南詔男子服飾略同漢人，女子短衣著裙，習慣披氈、跣足（赤腳）。南詔人好生食食物。南詔喪葬火、土葬並行。烏蠻多行火葬，白蠻多行土葬，形式同於漢族，唯三年以上時，須撿骨重葬。南詔節祭主要有盛會客、星回節和火把節。別的節祭則與漢族相似，只是不過寒食和清明節。

## 宗教
南詔建國以前，普遍信仰原始宗教，尤以鬼教較為盛行。建國以後，歷代詔王多推崇佛教，晚期特別興盛，興建了不少佛寺與佛塔。家家戶戶，都以敬佛為其首務。南詔佛教以阿利僧派為主，後期每以阿利僧為國師，反映出阿利僧教的影響很大。除阿吒力教外，南詔也有禪宗等派流傳，但多限於王室貴族之中。南詔兼奉道教，勸豐佑時曾一度加以禁廢。此外，南詔還信奉一些別的宗教，如巫教、景教等。

## 越南人對南詔的異說
在越南，曾有南詔國是「趙武帝佗之後」的說法。在越南古籍《嶺南摭怪‧南詔傳》中，提出歷史上的南越國（南粵）被漢朝所滅後，「其趙氏子孫，各散四方」，後來更在越南北部地區「劫掠海濱之人，戮漢守令。其民畏服，呼為『南趙』。」並進一步以為「南趙」訛為「南詔」，因而南詔國是南越趙氏遺族所建立的。
對此，中國學者戴可來作出駁斥，認為與史實不符。理由是南詔的「詔」其實是王或首領的意思，而該政權是六詔中的蒙舍詔所建立。至於杜撰南詔是趙佗之後的原因，戴可來認為是「因為越南人以趙佗為其『開國之君』，編造這套傳說，借以自誇，不足為信。」
而近現代的越南史家，也已經對南詔歷史有較深的認識，如陳仲金說南詔國境內「這個地區之人稱王為詔」、「蒙舍詔位於最南面，故稱南詔」；1970年代越共學術機關編撰的《越南歷史》，亦說「『詔』是民族首領的稱呼」，與陳仲金見解相同。
英国人与泰国人提出南诏始祖是泰族亦被中国駁斥。

## 研究書目
- Charles Backus著，林超民譯：《南詔國與唐代的西南邊疆》（昆明：雲南人民出版社，1988）。